# 马帕诺

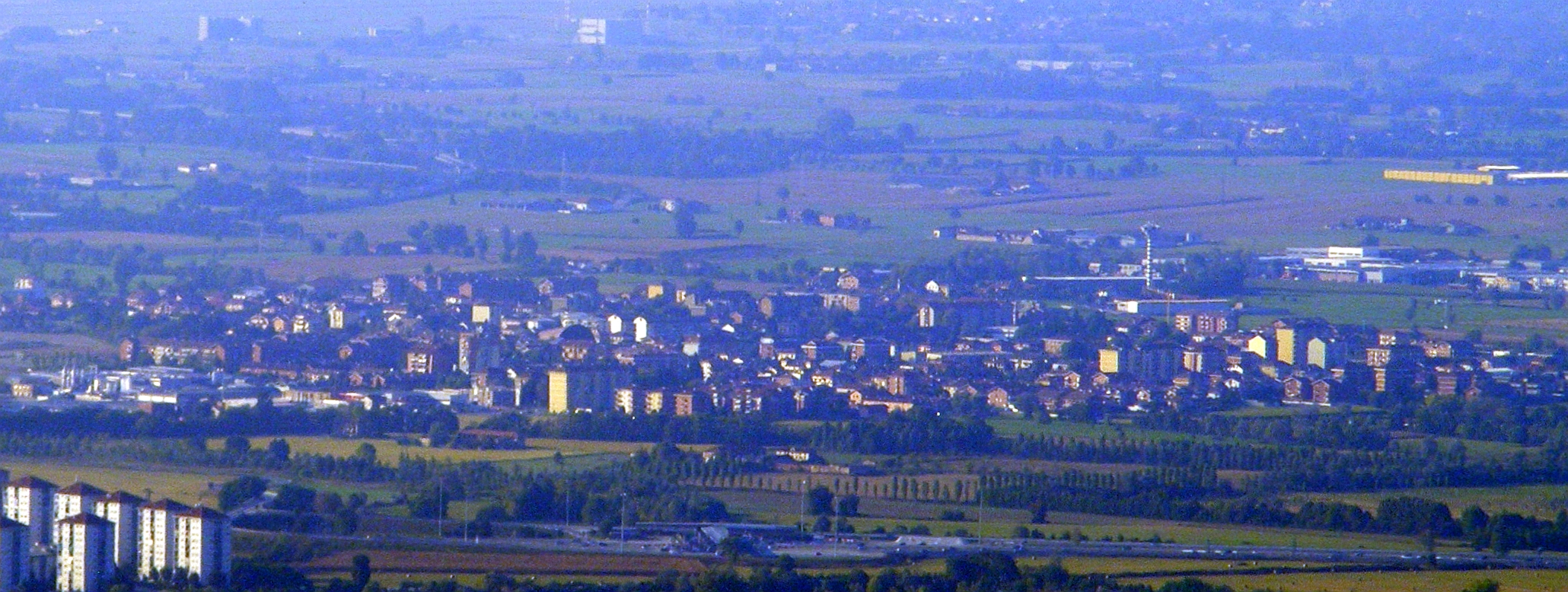
全景图

马帕诺（義大利語：Mappano）是意大利皮埃蒙特大区都靈廣域市的市镇。面积为9.73平方公里，人口数量为7,012人（2011年）。
本市镇成立于2013年1月30日，是由其它四个市镇的部分分区组成的。